# Klezmoret
 (août 2019).
Klezmoret est un groupe de musique klezmer polonais. Le groupe se forme en juin 2006 à l'initiative de jeunes musiciens de la Tricité qui travaillent ensemble depuis plusieurs années dans divers projets musicaux - tango, jazz et classique. L'idée de créer le trio klezmer naît de leur passion pour la musique du groupe Kroke de Cracovie, dont les arrangements les inspirèrent pour créer leur propre version des chansons klezmer. Jusqu’en 2008, le groupe existe sous le nom de Trójmiejskie Klezmer Trio. Après plusieurs années d'absence, le groupe revient sur scène en 2019 sous la forme d'un quatuor.

## Formation et activités du groupe
Pendant deux ans d'activité, le groupe a ainsi créé son propre style et son répertoire, dans lequel les chansons juives traditionnelles se combinent avec le rythme caractéristique des Balkans et la mélodique slave. En plus des chansons traditionnelles, dans le répertoire du trio se trouvent les compositions de Paweł A. Nowak, s’inspirant des musiques klezmer et balkanique.
Depuis sa création, le Trójmiejskie Klezmer Trio puis Klezmoret a donné des dizaines de concerts, poursuivant une carrière nationale et internationale dont un concert commun avec le groupe Kroke lors des Rencontres avec la culture juive à Sopot en 2007. 
Les musiciens du groupe se séparèrent en 2013. Un groupe a été reconstitué par l’accordéoniste Paweł Nowak avec d’autres musiciens sous le nom de « Klezmoret Paweł Nowak », mais ne s’était produit en concert que très irrégulièrement, Paweł Nowak poursuivant une carrière d'accordéoniste solo ou dans d'autres groupes. 
Le groupe se reconstitue en 2019 et devient quatuor.

## Composition du groupe
Le trio originel était  composé de Paweł A. Nowak à l’accordéon, Tomasz Siarkiewicz au violon et Dariusz Gutomski à la basse.
Le groupe s'est recomposé à plusieurs reprises, toujours autour de son accordéoniste, Paweł A. Nowak.
Le quatuor actuel est composé de Paweł A. Nowak - accordéon, Mikołaj Kostka - violon, Maciej Sadowski - contrebasse et Patryk Zakrzewski - percussions.

## Discographie
En septembre 2007 le groupe a enregistré dans le studio de la Radio polonaise de Gdańsk pour un premier disque « Klezmoret Trio ». Le disque comporte dix titres.